# نادي واكرية

نادي واكرية هو نادي كرة قدم من مدينة بوكي، غينيا.يلعب حالياً في البطولة الوطنية الغينية.